# Breeja Larson
Breeja Larson (Mesa (Arizona) (Estados Unidos), 16 de abril de 1992) es una nadadora olímpica retirada especialista en estilo braza. Fue olímpica en los Juegos Olímpicos de Londres 2012 donde consiguió la medalla de oro en la prueba de 4x100 metros estilos tras nadar las series eliminatorias.
Se proclamó campeona mundial durante Campeonato Mundial de Natación de 2013, en la prueba de 4x100 metros estilos tras nadar las eliminatorias.
El 4 de junio de 2021 anunció su retirada de la natación de competición.

## Palmarés internacional
| Juegos Olímpicos               | Juegos Olímpicos      | Juegos Olímpicos | Juegos Olímpicos |
| Año                            | Lugar                 | Medalla          | Prueba           |
| ------------------------------ | --------------------- | ---------------- | ---------------- |
| 2012                           | Londres ( Inglaterra) | Medalla de oro   | 4x100 m estilos  |
| Campeonato Mundial de Natación |                       |                  |                  |
| 2013                           | Barcelona ( España)   | Medalla de oro   | 4x100 m estilos  |